# Семчиново
Семчиново (болг. Семчиново) — село в Болгарии. Находится в Пазарджикской области, входит в общину Септември. Население составляет 2 018 человек.

## Политическая ситуация
В местном кметстве Семчиново, в состав которого входит Семчиново, должность кмета (старосты) исполняет Димитр Илиев Джамов (Гражданский союз за новую Болгарию (ГСНБ)), по результатам выборов 2007 года в правление кметства .
Кмет (мэр) общины Септември — Томи Спасов Стойчев (независимый) по результатам выборов в правление общины.